# Mesembrius platytarsis
Mesembrius platytarsis är en tvåvingeart som beskrevs av Charles Howard Curran 1929. Mesembrius platytarsis ingår i släktet Mesembrius och familjen blomflugor.
Artens utbredningsområde är Madagaskar. Inga underarter finns listade i Catalogue of Life.